# Ciencias de la información (tecnología)

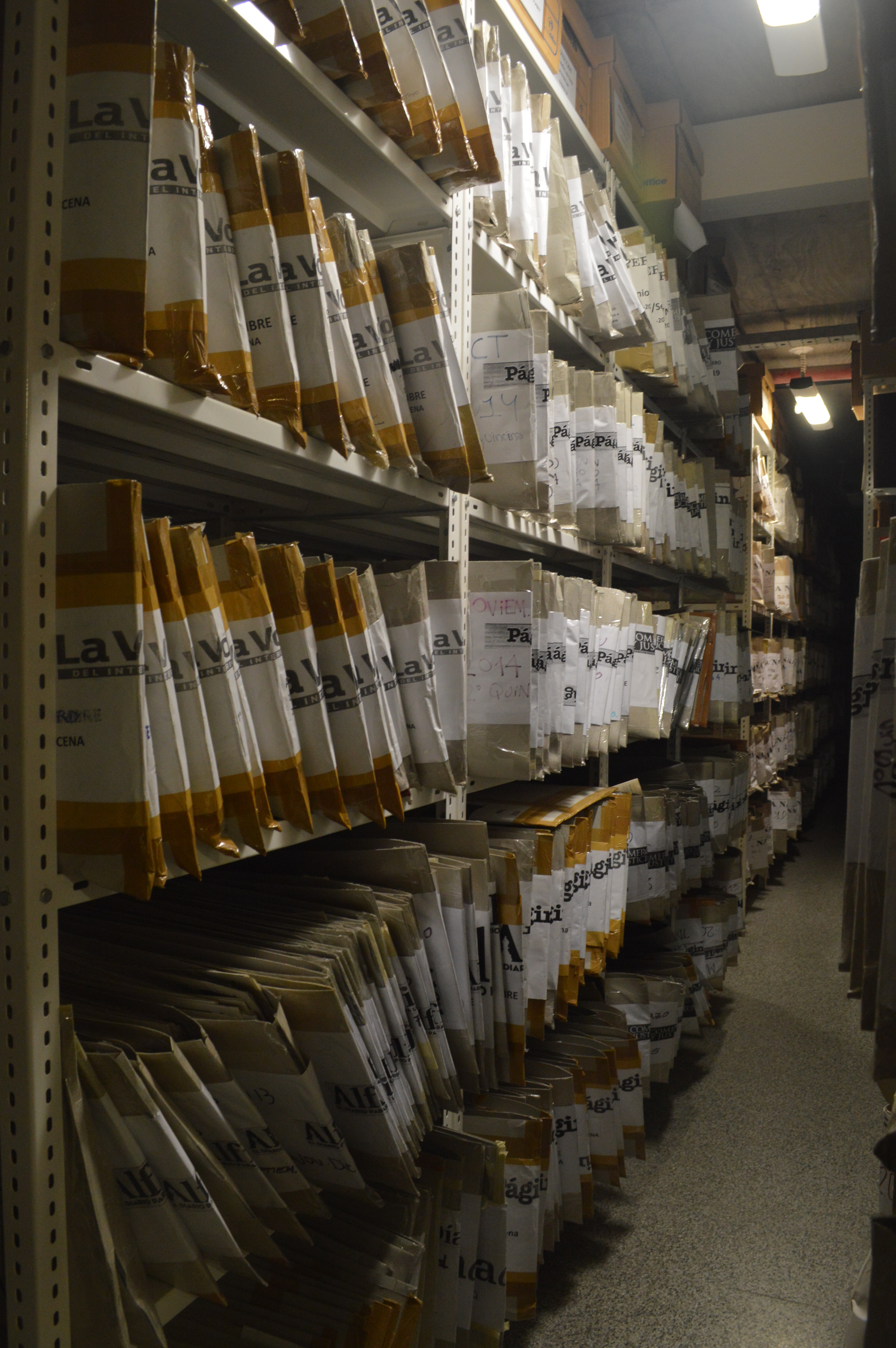
Colección de archivos de diarios del Centro de Documentación "Juan Carlos Garat"

La ciencia de la información es un campo académico que se ocupa principalmente del análisis, la recopilación, la clasificación, la manipulación, el almacenamiento, la recuperación, el movimiento, la difusión y la protección de la información. Los profesionales dentro y fuera del campo estudian la aplicación y el uso del conocimiento en las organizaciones junto con la interacción entre personas, organizaciones y cualquier sistema de información existente con el objetivo de crear, reemplazar, mejorar o comprender los sistemas de información.
Históricamente, la ciencia de la información está asociada con la informática,agencias de ciencia de datos, psicología, tecnología e inteligencia .  Sin embargo, la ciencia de la información también incorpora aspectos de diferentes campos como la archivística, el comercio, el derecho, la lingüística, la museología, las políticas públicas y ramas del saber relacionadas con el almacenamiento y registros de datos impresos en distintos medios y formatos.

### Concepto[1]
Es la respuesta a la necesidad de la sociedad "de desarrollar métodos y medios eficaces para recopilar, conservar, buscar y divulgar la información".
La Ciencia de la Información, es objeto de estudio y de investigación desde mediados del siglo XX y se aborda desde diferentes enfoques de orden teórico, aplicado, epistemológico, además de introducir nuevas opciones de desempeño para el profesional de la Información.
Si bien este campo estudia la estructura, algoritmos, comportamiento e interacciones de los sistemas naturales y artificiales que guardan, procesan, acceden a y comunican información. Es necesario plantear un debate respecto a sus alcances y límites; este campo de discusión implica plantear la naturaleza y conceptualización de lo que es una unidad de información, como también sus debates relacionados con el campo de la lingüística y la estructura del lenguaje. Menestermente se destaca que también desarrolla sus propios fundamentos conceptuales y teóricos y emplea fundamentos desarrollados en otros campos.
En Ciencias de la Información, constituyen temas clave el estudio de los conceptos dato e información, aspectos consecuentemente relacionados con el lenguaje, las estructuras de comunicación y distintos tipos de parámetros y de organización que por lo general se gestionan bajo la forma de una pirámide de menor a mayor complejidad, sin que dicho esquema se unívoco ni cuestionable. recientes estudios han dado cuenta de que la organización de la información y datos de forma sistemática implica el manejo de volúmenes de bases de datos en diferentes cantidades, lo que hace que el manejo de información por parte de empresas e instituciones sea un campo de estudio amplio.

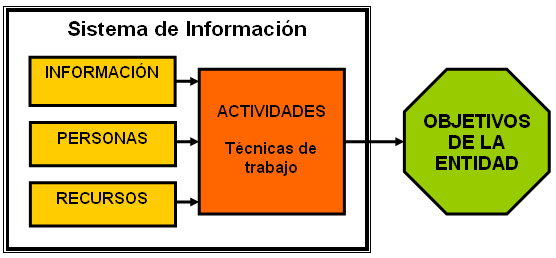
Esquema de los elementos que componen un sistema de información.

Como ejemplo, la altura de una montaña sería un dato, y cuando se lo combina con otros datos, como por ejemplo la temperatura media, la presión atmosférica, humedad, etc., constituye información, en este caso información meteorológica sobre el estado de la montaña, que permite definir si el clima es "favorable" o "desfavorable" para el ascenso. Cuando continuamos agregando grados de abstracción, llegamos al "conocimiento", que permite la toma de decisiones apropiadas para lograr un cierto fin. Como ejemplo, a pesar de tener una condición meteorológica favorable para el ascenso, alguien con conocimiento en el ascenso a montañas, tiene que integrar información de otras fuentes, como por ejemplo saber si se cuenta con el equipo y entrenamiento apropiado para el ascenso, etc. Si a este conocimiento específico agregamos un elemento de buena intención y consideración de abstracciones más abarcativas o completas, como tener en cuenta si el realizar este ascenso producirá un efecto positivo en la generación venidera de jóvenes, o por el contrario, los alentará a realizar actividades riesgosas, etc. podremos hablar de "sabiduría", que se refleja en la toma de decisiones acertadas, que producen un beneficio mayor sobre un potencial perjuicio.
Si bien, desde la llegada de los ordenadores, las personas y las organizaciones cada vez más procesan la información de manera digital, cabe indicar que el estudio de la información ha llevado mucho tiempo que se ha realizado bajo estructuras no digitales. Es decir, la idea de la computación de información de datos e información es un tema en el cual se considera reciente, pero el término de computación ya era una noción que tenía su propio reconocimiento en los debates públicos, sociales e incluso políticos a principios del siglo XVII. Esto permite indicar que los estudios de impacto social sobre las tecnologías de la información en la forma en que se conoce si bien es reciente, no se reduce a los estudios abordados en el boom de la era digital contemporánea.

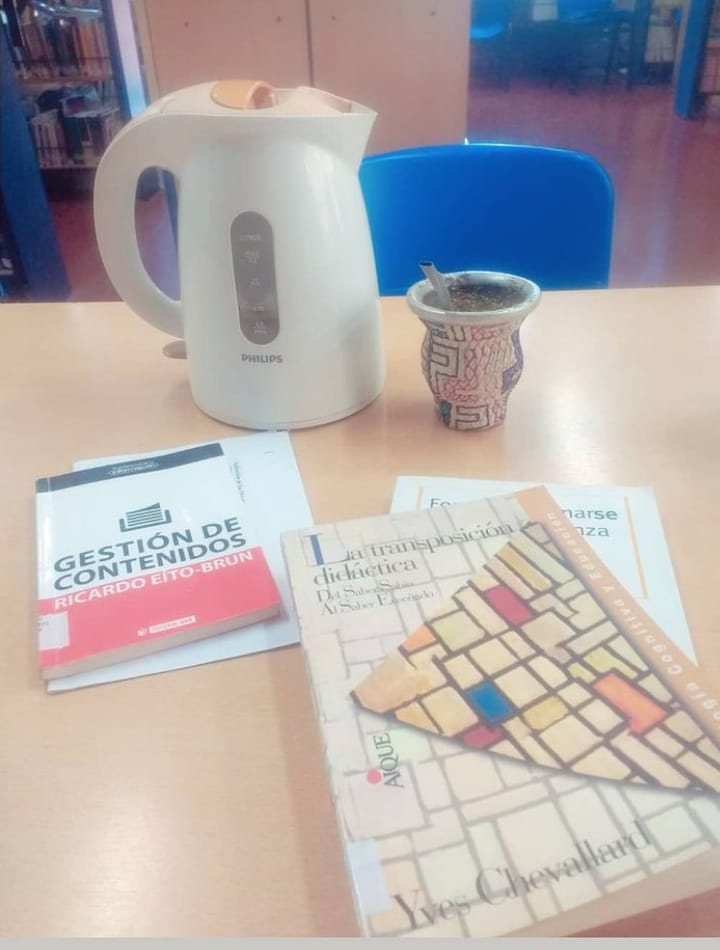
Espacio en biblioteca sobre gestión de contenidos.

Al igual que ha sucedido con otras revoluciones tecnológicas en la historia de la humanidad, la que han experimentado y siguen experimentando las tecnologías de la información y la comunicación desde mediados del siglo pasado está estrechamente vinculada a la aparición de nuevas formas de organización social, política y económica, a nuevas formas de comportarse y de relacionarse, a nuevas maneras de trabajar, de vivir y de gozar, de pensar y de aprender, a la puesta de relieve de nuevos valores éticos y estéticos y, en suma, a nuevas visiones del mundo, de la sociedad y del sentido de la vida humana.

### Disciplinas

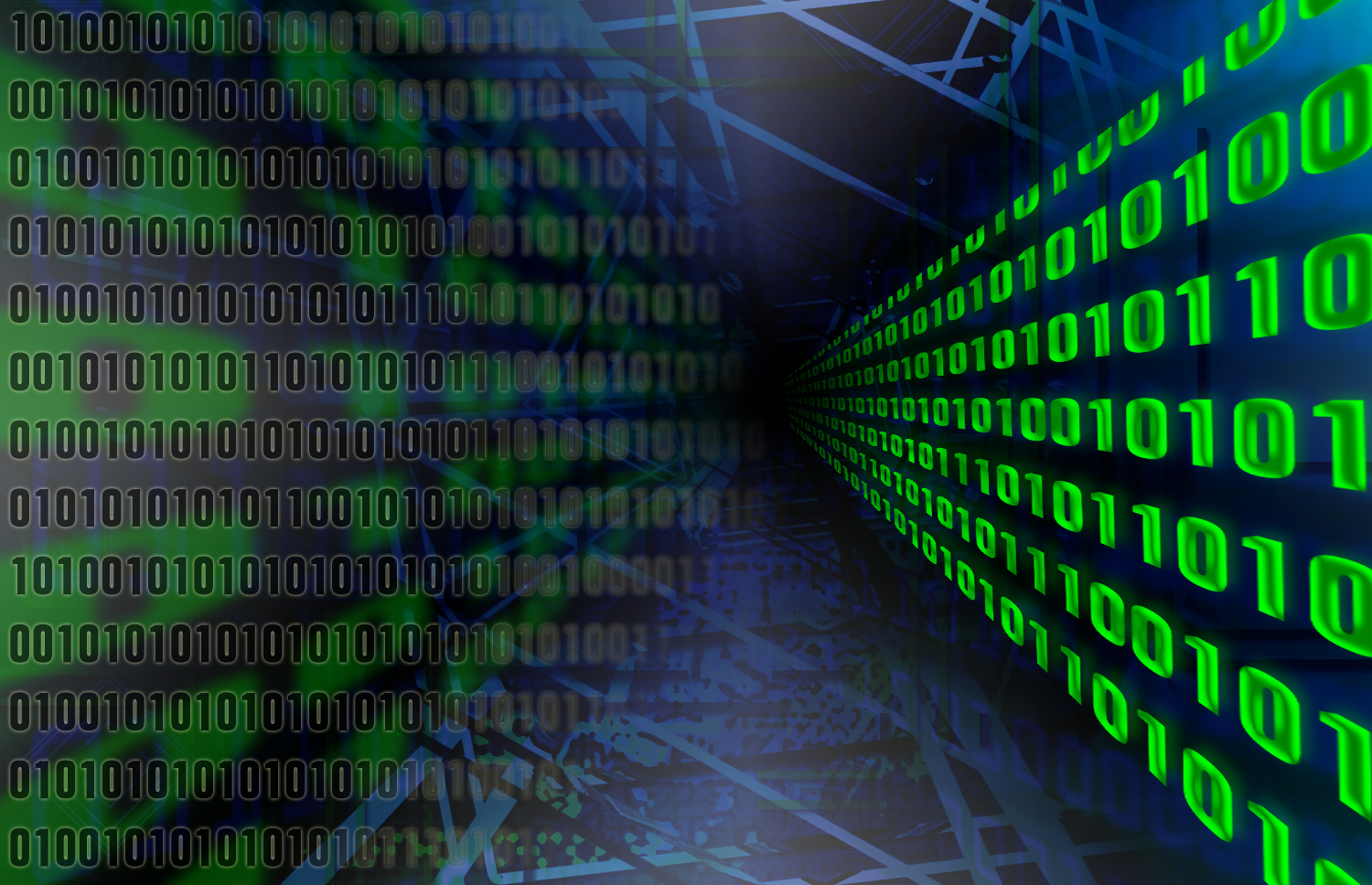
Información digital

Las disciplinas que incluyen las ciencias de la información son: la museología, la biblioteconomía, la documentación y la archivística.
- Museología: Ciencia aplicada que estudia al museo, en relación con su historia, su rol en la sociedad; las formas específicas de investigación, de conservación física, presentación, animación y de difusión; de organización y funcionamiento; de arquitectura nueva o musealizada; los sitios recibidos o elegidos, etc .[8]
- Biblioteconomía: Disciplina que se ocupa de  distintas actividades, como: la organización de bibliotecas, archivos y museos, gestión de documentos digitales e históricos, etc.[9]
- Documentación: Disciplina que se ocupa de la recolección, organización y gestión de documentos o datos informativos. Documento o conjunto de documentos que tienen carácter oficial.[10]
- Archivística: o gestión documental se utiliza  para denominar a las técnicas estandarizadas que se emplean a instancias de la administración de los documentos que pertenecen a una organización o entidad, una empresa o una biblioteca, etc.[11]